# 三和化学研究所
株式会社三和化学研究所（さんわかがくけんきゅうしょ）は、糖尿病・腎疾患の治療薬を中心とした医薬品、診断薬の研究開発と製造販売、また医薬品の受託製造を行う企業。本社を愛知県名古屋市東区に置く。
医薬品卸大手のスズケンの子会社である。

## 概要
糖尿病、腎疾患領域を主軸とする新薬開発型の製薬会社。
かつてはニュートリション事業も手がけていたが、2017年4月1日をもって三井製糖子会社のニュートリーに事業譲渡した。2022年9月1日にはFUKUSHIMA工園（福島県会津若松市）を武州製薬株式会社に事業譲渡した（武州製薬会津工場となった）。
創立60周年プロジェクトの一環として、2015年より社員の有志から集めた募金で車椅子を寄贈する社会貢献活動を行っている。2015年は福島県、2016年は愛知県、2017年は熊本県に寄贈した。

## 主な製品

### 医療用医薬品
- スイニー（アナグリプチン）- 2型糖尿病、選択的DPP-4阻害剤
- セイブル（ミグリトール）‐ 糖尿病食後過血糖改善剤
- ウリアデック（トピロキソスタット）- 痛風・高尿酸血症、非プリン型選択的キサンチンオキシターゼ阻害剤
- ダイアート（アゾセミド）- 心性・腎性・肝性浮腫、持続型ループ利尿剤
- アーガメイト（ポリスチレンスルホン酸カルシウム）- 急性および慢性腎不全に伴う高カリウム血症、高カリウム血症改善剤
- カルナクリン（カリジノゲナーゼ）- 末梢循環障害の改善、循環障害改善剤
- ダイアモックス（アセタゾラミド）- 緑内障など、炭酸脱水酵素抑制剤

### 診断薬
- グルテストアイ - 自己検査用グルコース測定器、自己血糖測定器[8][9]

- グルテストNeoアルファ - 自己検査用グルコース測定器、自己血糖測定器
- グルテストNeoセンサー - 自己検査用グルコースキット、自己血糖測定器専用電極
- グルテストミント - グルコース分析装置
- ミントセンサー - 血液検査用グルコースキット
- ジェントレット - 採血用穿刺器具
- ジェントレットⅡ - 採血用穿刺器具
- A1c iGear Quick S - グリコヘモグロビン分析装置[10]
- A1c iGear S - グリコヘモグロビン分析装置
- ファインビジョンInfluenza - インフルエンザウイルスキット
- アイピットミニ - ディスポーザブル穿刺針[11]

### 製剤技術
- OSDrC®（オスドラック）技術

ワンステップ製造プロセスと可変式二重構造杵を持つ打錠機
内核を2つ有する分割型有核錠や、3つ有するパルス放出錠、新たな口腔内速崩壊錠など、様々なタイプの製剤の開発が可能

## 事業所
本社
- 本社（名古屋市東区）[広報 3]

研究所・オフィス
- 三重研究パーク（三重県いなべ市）[広報 3]
- 生産技術研究所（福島県会津若松市）[広報 3]
- 東京オフィス（東京都中央区）[広報 3]

営業支社・支店
- 北海道支店、東北支店、関越支店、埼玉支店、千葉支店、東京支社、横浜支店、東海支社、京滋北陸支店、大阪支社、神戸支店、中国支店、四国支店、九州支店[広報 3]

工場
- 北海道工場（北海道勇払郡むかわ町）[広報 3]
- 熊本工場（熊本県宇土市）[広報 3] - 糖尿病の治療薬を主力として製造。熊本地震のため、2016年（平成28年）4月15日に操業を停止[12]。6月初旬より稼動再開[13]。同年7月1日より全面稼動[広報 4]。

詳細は公式ウェブサイト「事業所一覧」を参照。

### 広報資料・プレスリリースなど一次資料
1. 1 2 3 4 5 6  三和化学研究所. “企業概要”. 2016年8月5日閲覧。
2. ↑  “当社子会社による事業譲受に関するお知らせ”.   三井製糖株式会社 (2016年9月15日). 2016年9月17日閲覧。
3. 1 2 3 4 5 6 7  三和化学研究所. “事業所一覧”. 2016年4月21日閲覧。
4. ↑  三和化学研究所. “「平成28年熊本地震」への対応について（第6報）”. 2016年7月4日閲覧。